# پروپینیلیدین
پروپینیلیدین (به انگلیسی: Propynylidyne) یک ترکیب شیمیایی با فرمول شیمیایی C۳H است که در فضای بین ستاره‌ای یافت شده‌است . 